# Dhawee Umponmaha
Dhawee Umponmaha (taj. ทวี อัมพรมหา; ur. 15 listopada 1959) – tajski bokser kategorii lekkopółśredniej. Na letnich igrzyskach olimpijskich w Los Angeles zdobył srebrny medal.